# Дарко Плавшић
Дарко Плавшић је српски спортски новинар и коментатор, првенствено задужен за фудбал и кошарку. Ради на телевизији Спорт клуб.

## Почеци и каријера
У основној и средњој школи тренирао је фудбал и рукомет. Сматрајући да нема изгледа да се професионално бави овим спортовима, одлучио је да се окрене спортском новинарству. Новинарску каријеру је започео у спортској редакцији Вести. У Вестима му је ментор био Милан Пашић, познати спортски новинар. Касније је писао за дневне новине Курир спорт и Блиц. Најдуже се задржао на Спорт клубу где ради више од десет година.
Првенствено се бави фудбалским и кошаркашким темама и преноси њихове утакмице. Такође је преносио тенис, рукомет, одбојку, рагби, футсал...
Присуствовао је и извештавао с многих великих спортских догађаја: Светског првенства у фудбалу, Ел класика, Купа Шпаније у фудбалу, Светског првенства у кошарци, Евролиге у кошарци, Вимблдона... Конкретно је био извештач Спорт клуба на Светском фудбалском првенству 2018. и на светским кошаркашким првенствима 2019. и 2023. На последњем је и коментарисао утакмице с лица места са стручним консултантом Марином Седлачеком.
Интервјуисао је многе спортске личности, међу којима се истичу кошаркаш Милош Теодосић и бивши председник Евролиге Жорди Бертомеу.
Често пише исцрпне осврте и анализе о различитим догађајима из света фудбала и кошаркe. Аутор је књиге НБА Србија која је изашла 2018. у издању куће Вукотић медија.

## Лични живот
Навијач је Црвене звезде. У детињству су му фудбалски узори били Зинедин Зидан и Тјери Анри, а кошаркашки идол му је био Пени Хардавеј. Такође се диви Александру Ђорђевићу.
У пријатељском је односу с Милошем Теодосићем.
У више наврата је истицао да су финале Европског кошаркашког првенства 1995. (када је СР Југославија победила Литванију), четвртфинале и финале Светског кошаркашког првенства 2002. (када је СР Југославија победила САД, односно Аргентину), финале Вимблдона 2014. (када је Новак Ђоковић победио Роџера Федерера) и финале кошаркашке Евролиге 2016. (када је ЦСКА Москва победила Фенербахче) спортски тренуци које ће највише памтити у животу. У спортске догађаје који су за њега били најтужнији су осмина финала Европског првенства у кошарци 2005. (када су Србија и Црна Гора изгубиле од Француске) и четвртфинале Светског првенства у кошарци 2019. (када је Србија изгубила од Аргентине).